# Geert Waegeman

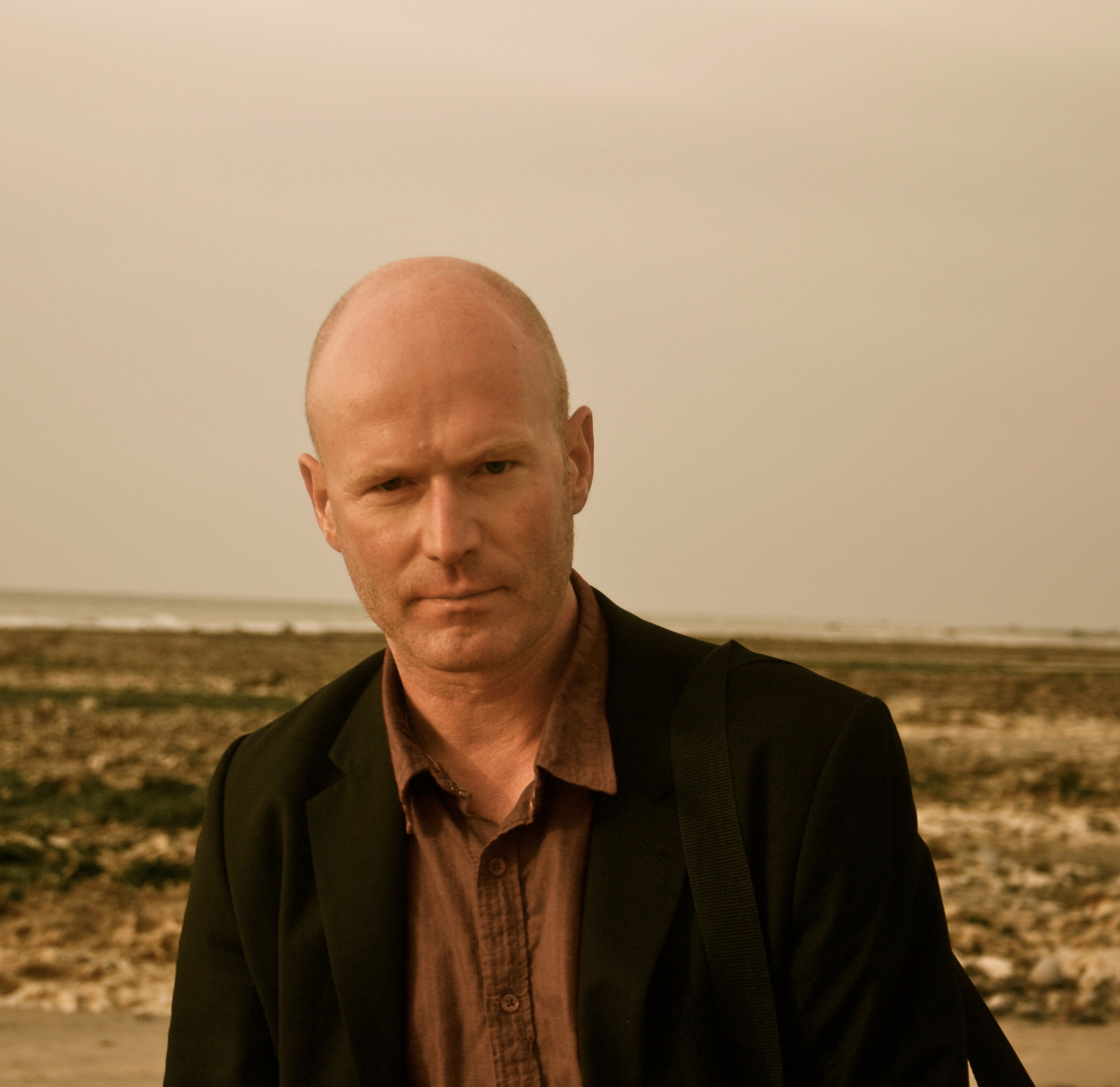

Geert Waegeman is een Belgische muzikant en componist. Van opleiding is hij socioloog. (Groot)Stedelijkheid is een vaak weerkerend thema in zijn werk.
Als multi-instrumentalist en componist timmert hij aan de weg sinds de jaren tachtig waar hij in België met zijn groep Cro Magnon het genre "urban chamber music" introduceerde.
Zijn muziek roept een visuele verbeeldingswereld op. Vandaar dat zijn werk terug te vinden is in theater-en hedendaagse dansproducties. Hij maakte ook de soundtrack voor verscheidene kortfilms of nieuwe live-soundtracks bij historische films (bv. Dr Jekyll & Mr. Hyde, Berlijn, symfonie van een grootstad)
Zijn composities gaan voorbij aan muzikale formats. Alhoewel er soms invloeden te bespeuren zijn vanuit klassiek, jazz, ambient music en roots, hanteert hij een zeer eigen muzikale taal waarin hij vaak electronische en akoestische elementen organisch met elkaar verbindt tot een specifieke klankwereld. Los van zijn eigen oeuvre heeft Waegeman ook een veelzijdige geschiedenis als studiomuzikant en was zijn viool te horen op een zeer uitgebreide collectie platen in binnen-en buitenland, gaande van zeer commercieel tot zeer alternatief. Enkele voorbeelden: Van Bart Peeters, K3, over Gorky, Laïs, Rowwen Hèze naar de new wave bands Poésie Noire of Aroma di Amore. Verder speelde hij ook mandoline en viool op de soundtrack van  de oscargenomineerde film The Broken Circle Breakdown van Felix Van Groeningen.
In een poëziecontext werkte hij ook reeds vaak met Maud Vanhauwaert en Chris Lomme.
Omwille van het beeldend karakter van zijn muziek werd ze regelmatig gebruikt in theater-en dansproducties en ook een paar keer als tunes voor tv-programma's. Zo componeerde hij o.a. de tune van de jeugdreeks Booh ! en verschillende andere radio-en tv-programma's.
In de jaren '90 componeerde hij de albums Vegetal Digitables en Macaronic Sines (met de medewerking van de Amerikaanse performance-artieste Anna Homler en de Tsjechische drummer Pavel Fajt, en op het eerstgenoemde album ook Iva Bittova en Luiza Rsymanova). Het album Corne de Vache uit 1996 werd live opgenomen tijdens het Festival de Musique Actuelle de Victoriaville.
Waegeman is vast lid van het muziektheatergezelschap Het nieuwstedelijk en schreef muziek voor andere muziektheater- en dansgezelschappen. Zijn soundtrack uit 2014 voor het muziektheaterstuk Leni & Susan werd in 2020 digitaal gereleased. In 2012 maakte hij onder de naam Pollaroid Patsi (een eenmansgroep) het album Electrique, met gastbijdragen van leden van DAAU, Cro Magnon, Aroma di Amore, Rudy Trouvé en zangeres Nathalie Delcroix.
Tussen 2000 en 2006 speelde hij viool en mandoline bij Bart Peeters
In 2005 deed hij de productie van de kinderplaat van Jan De Smet en Arne Van Dongen "Steek je vinger in de lucht" en was er ook gastmuzikant.
Als gastmuzikant speelde hij onder meer bij Prima Donkey, Lupa Luna, Aroma di Amore en De Legende.
Samen met figurentheatermaker Pat Van Hemelrijck heeft hij een uitgebreid parcours afgelegd aan voorstellingen waaronder A 12, , Brosella Suite, Contertainment, De Kast, Mélies Mélo, De Zennebiest.
In 2020 maakte hij de productie Paramelodics. Een album voor piano-solo.
In 2022 start hij samen met Els Van Laethem het studioproject Planktone op.
In 2023 ziet de cd "No Cinema" het licht. Een voor het grootste deel instrumentale cd waarop hij alle instrumenten zelf speelt. Deze cd bevat muziek die de visuele verbeelding prikkelt en maakt een heel eigen samenvatting van hedendaags klassiek, jazz, filmmuziek, techno, krautrock, ... Heel specifieke en variërende klankkleuren  van metalen percussie langs strijkers, blazers, allerlei snaarinstrumenten ot etherische electronica zijn kenmerkend voor zijn werk.

## Discografie
Van Geert Waegeman verschenen onder meer:
- Zapp! Cro Magnon (eigen beheer 1990, Carbon 7 1991)
- Macaronic Sines met Anna Homler en Pavel Fajt (Lowlands, 1995)
- Bull? Cro Magnon (Lowlands 1997)
- Corne De Vache met Anna Homler, Pavel Fajt en gast Koen Van Roy (Les Disques Victo, 1997)
- A12 (The Original Soundtrack) met El Fish (RANA, 2000)
- Vegetal Digitables (Lowlands, 2000)
- "Steek je vinger in de lucht"  van Jan De Smet & Arne Van Dongen (Lannoo, 2005)
- Électrique - Pollaroid Patsi (Urban Chamber Music, 2012)
- Floww... Cro Magnon (eigen beheer 2017, digital release on Spotify 2020)
- Leni & Susan (2020, digital release)
- Paramelodics (2020, digital release)
- Maan (singel)  Planktone (2022, digital release)
- No Cinema (2023, eigen beheer)

- International Standard Name Identifier: 0000 0001 0389 9021
- Library of Congress Control Number: n2015021655
- MusicBrainz: 7dab49b3-01ea-4abe-ae4d-da315828ba9a
- Nationale Bibliotheek van Tsjechië: xx0120114
- Virtual International Authority File: 155275290
- WorldCat: E39PBJfcQbHyBdcQxp43jgY3wC